# تغطية استقصائية

## المفهوم
أنها مجرد سلوك منهجى ومؤسساتى صرف،
يعتمد على البحث والتدقيق والاستقصاء حرصا على الموضوعيـة والدقة
وللتأكد من صحة الخبر وما قد يخفيه انطلاقا من مبدأ الشفافية ومحاربـة الفساد..والتزاما بدور الصحافة ككلب حراسة على السلوك الحكومى..وكوسيلة لمساءلة المسئولين ومحاسبتهم على أعمالهم خدمة للمصلحة العامة..ووفقا لمبادئ قوانين حـق الاطلاع وحرية المعلومات".انطلق منذ الستينات مع الرئيس،"تيودور روزفلت" وفريق المنظفين أصحاب الحملة ضد الفساد والرشوة، وأصبح اليوم عملا مؤسسيا، له أصوله ومبادئه يساهم في تغيير الأوضاع، وهو عمل بحثى كالذي يتطلبه أي تحقيق صحفى لكن في العمق، يسهله.

وهى أيضاً «وفرة الأخبار والمعلومات، وملايين الوثائق الرسمية المفتوحة وفقا لقانون حرية المعلومات..كما يسهله تعدد وسائل الحصول على المعلومات السرية من مصادر مختلفة تشمل: كبار المسئولين، مصادر المعارضة، موظفى الحكومة الناقمين عليها، الموظفين السابقين، الخبراء الأكاديميين والباحثين، المصادر المتطوعة، والوثائق غير المنشورة، والمكتبات الخاصة، والتقارير الإحصائية، والمعلومات من بلاد أجنبية».

## النشأة والتطور
ظهرت الصحافة الاستقصائية مع بداية تطور مفهوم ودور الصحافة في المجتمع واتجاهها في التركيز والتحرى عن قضايا معينة تحدث في المجتمع، خاصة جوانب الانحراف والفساد ولهذا ظهر نوع جديد من التغطية الصحفية سمى بالصحافة الاستقصائية Investigative Journalism وسمى محررو هذا اللون بـ: Muck Rekers أو المنقبون عن الفساد.
وقد أطُلق هذا الاسم على مجموعة الصحفيين الذين قادوا حملات صحيفة مهمة ضد الفساد خاصة عام 1901، حين أدى التوسع الصناعى السريع بعد الحرب الأهلية إلى الكثير من أنواع الظلم وكانت الاحتكارات موضع قلق عام، ورأى فيها بعض المراقبين تحالفا غير سديد بين التجارة والسياسة.

واعتمد هؤلاء الصحفيين الملقببين بالمنقبين عن الفساد في حركتهم الصحفية على نشر التحقيقات الصحفية الكاشفة المبنية على وثائق رسمية وخاضعة لمراقبة الخبراء، وبرزت حركة المنقبين عن الفساد كقوة مهمة عام 1906، ثم بلغت قمة النجاح عام 1911 ، ثم تبددت عام 1912 حيث بدأ الجمهور يبتعد عنها، وكذلك تعرضت الصحف لكثرة الضغوط المالية، مما أدى إلى اختفاء هذا اللون من الصحافة.
ولكن يرجع إلى هذا النوع من الصحافة الفضل في العديد من الإصلاحات التي تمت في المجتمع الغربى، ومع مطلع السبعينيات من القرن العشرين بدأت الصحف الأمريكية بشكل متزايد في تشجيع المحررين ذوى الخبرة على التحرر من القصص الروتينية حتى يستطيعوا معالجة القضايا والموضوعات ذات المغذى التي تتطلب وقتا أكثر وخبرة، حيث لعب المراسلون أدوارا حاسمة في كشف ما يُعرف فيما بعد بأخطر فضيحة في فترة ما بعد الحرب الثانية حيث تابع الصحفيون في واشنطن قرائن خلفتها سرقة في مبنى للمكاتب في «ووترجيت» وواصلوا تحرياتهم إلى أن أوصلتهم تحرياتهم إلى البيت الأبيض، وقد دفعت التقارير الأخبارية الخاصة بالسرقة، الكونجرس الأمريكى إلى بدء تحقيقات أدت في نهاية الأمر إلى استقالة الرئيس الأمريكي،«ريتشارد نيكسون» من منصبه بعد إدانته هو وكبار معاوينه عام1974، وأشهر المحررين الذين قاموا بالتغطية الاستقصائية، كلا من Bbwood ,Ward Cary Bernstein , بجريدة الـ واشنطن بوست.
وقد انتشرت الصحافة الاستقصائية في الولايات المتحدة الأمريكية خلال فترة السبعينات من القرن العشرين لأسباب متعددة منها: الدعم المالى الذي حصلت عليه الصحافة في أوائل السبعينات، إذا كان التخطيط لذلك قد بدأ منذ عام 1968 بشكل غير منتظم، وأصبح هناك منظمة أو صندوق مستقل هو Fund Of Investigative Journalism، يموله المؤسسات والأفراد، وقد نجح هذا الصندوق في تمويل أكثر من 60 مشروع تغطية استقصائية خلال الفترة من سبتمبر عام 1971 وحتى سبتمبر 1973، كشفت عن أوجه نشاط قابلة للمناقشة تتصل بالأوضاع المريبة في النشاط الاقتصادى والحياة السياسية، وعن فساد الحكومة.
وفى عام 1976 تأسس اتحاد المندوبين والمحررين الاستقصائيين " IRE" Investigative Reporters & Editors كجماعة صحفية لا تهدف إلى الربح، وذلك على يد مجموعة من المحررين الاستقصائيين بهدف تشجيع الصحافة الاستقصائية وتنميتها، وخطط لتطوير مركز للموارد يضع خدمات ونشرة إخبارية عن الموضوعات الاستقصائية إلى جانب دليل للخبراء وبعض الخدمات الأخرى، ومع نهاية عام 1976 شكلت الجماعة فريق عمل صحفى بقيادة محرر جريدة Newsday الشهير Robert Green لإجراء تغطية استقصائية عن الجرائم التي أدت إلى اغتيالBallston محرر جريدة Arizona Republic الذي كان يقوم باستقصاء نشاط الجريمة المنظمة في ولايته، أريزونا، حيث وضعت قنبلة في سيارته، ومنذ ذلك الوقت يتعرض الصحفيون المنقبون عن الفساد للخطر من أجل تعزيز الشفافية والحكم المسئول والتصرف المشترك والحد من الفساد، وقد اغتيل ثمانية وستون صحفيا عام 2001ويرجع سبب اغتيال خمسة عشر صحفيا منهم إلى أعمال استقصاء عن قضايا الفساد وهذا رقم ينذر بالخطر.
وتستخدم الصحافة الاستقصائية الآن بشكل متسع في مجالات كشف الفساد في المجتمع وتقديم الرؤية الاستقصائية الشاملة التي لا تستطيع أن تقدمها وسائل الإعلام الأخرى، وقد صاحب هذا نموا متزايدا في توظيف الحاسبات الإليكترونية لأغراض تصنيف المعلومات والبيانات الكثيرة التي يحصل المحررون الاستقصائيون عليها، وتحليلها بشكل يساعدهم على الوصول إلى خلاصات كمية دقيقة وقد ساعد على ذلك انتشار استخدام المؤسسات الحكومية والمؤسسات الخاصة للمحاسبات الإليكترونية في تخزين المعلومات وتصنيفها واسترجاعها مما أتاح إمكانية الحصول عليها بنفقات قليلة أو بدون نفقات على الإطلاق.
ورغم النجاح الذي حققته الصحافة الاستقصائية خلال السنوات السابقة في الولايات المتحدة الأمريكية وتفجيرها لأخطر فضيحة أمريكية «ووترجيت» إلا أن الوضع قد تغير بعد انقضاء ثلاثة عقود على هذا الإنجاز، فلم تعد الصحافة الاستقصائية النجم الأكثر تألقا في أمريكا، ففى الوقت الذي ظلت فيه الصحافة تفخر بما قامت به خلال سنوات ما بعد ووترجيت، بدأت تنتشر موجة من التشاؤم حول الأوضاع الصحفية في الولايات المتحدة الأمريكية، نظرا للتوسع في تركيز وسائل الإعلام في عدد قليل من الشركات الضخمة، والاتجاه إلى إدخال الإثارة في التغطية الإخبارية مما استنزف النشاط الذي تتطلبه عمليات الاستقصاء في الميدان الصحفى، بجانب ضغوط إدارة الأعمال التي تعوق القيام بنشاطات صحيفة استقصائية.
فمثل هذه النشاطات تتطلب تخصيص أوقات طويلة وموارد بشرية ومالية كبيرة، كما أن احتمال تسبب التقارير الصحفية في دعاوى قضائية مكلفة يقلق المؤسسات الصحفية في دعم حملات الاستقصاء، ولكن هذه العوامل لم تؤثر على عدد التقارير الاستقصائية التي تم نشرها خلال العامين الماضيين في الولايات المتحدة الأمريكية، فقد نشرت صحف المدن الرئيسية تقارير كشفت عن حالات فساد، وظلم، وسوء إدارة.
ليست الصحافة الاستقصائية تغطية عادية لخبر ما. وبعد مضي أكثر من
35عاماً على فضيحة ووترغيت التي أنهت الحياة السياسية للرئيس الأمريكي
ريتشارد نيكسون عام 1974 ، ما زال الجمهور والصحفيون غير متفقين على
الإجابات
تشمل الصحافة الاستقصائية كشف أمور خفيّة للجمهور – أمور إما أخفاها
عمداً شخص ذو منصب في السلطة، أو اختفت صدفة خلف رُكام فوضوي من
الحقائق والظروف التي أصبح من الصعب فهمها. وتتطلب استخدام مصادر
معلومات ووثائق سرية وعلنية.
تعتمد التغطية الإخبارية التقليدية، بصورة عامة وأحيانا كليّاً، على مواد
ومعلومات وفّرها آخرون)في الشرطة والحكومات والشركات العامة والخاصة...
إلخ (، وتعتمد على جمع ردود فعل متعددة حيالها. وعلى العكس من ذلك، تعتمد
التغطية الاستقصائية على مواد جُمعت أو استُقيت بمبادرة شخصية من الإعلامي.
ولهذا فإنها تُسمّى أحياناً كثيرة «تغطية المشروع.(Enterprise Reporting) »
تهدف التغطية الإخبارية التقليدية إلى خلق صورة موضوعية للعالم كما
هو... أما التغطية الاستقصائية، فتستخدم بطريقة موضوعية، مواد ومعلومات
حقيقية تتحول إلى حقائق يوافق أي مراقب عقلاني على أنها حقيقية. ويحرك
الصحافي الاستقصائي هدف ذاتي غير موضوعي يتمثل برغبة في إصلاح
العالم. فمن المسؤولية أن نعرف الحقيقة كي يمكن تغيير العالم.
خلافاً لما يحب بعض المحترفين قوله، فالصحافة الاستقصائية ليست فقط
صحافة تقليدية جيدة وحسنة التنفيذ. صحيح أن شكلي الصحافة هذين يركزان
على أربعة عناصر هي: من وماذا وأين ومتى، ولكن العنصر الخامس للتغطية
التقليدية “لماذا”، يتحول إلى عنصر “كيف” في الاستقصاء. ولا يتم تطوير العناصر
الأخرى كميّاً فقط، بل ونوعياً أيضاً. “من” ليست مجرد اسم ولقب، بل وشخصية
لها صفة وأسلوب مميزان. وليست “متى” فقط حاضر وقوع الأخبار، بل سياقا
تاريخيا للسردً. وليست “ماذا” مجرد حدثٍ، بل ظاهرة لها أسباب ونتائج. وليست
“أين” مجرد عنوان، بل موقعا أو مكانا تصبح فيه إمكانية وقوع أحداث أو أشياءٌ
معينةٌ ممكنة أكثر أو أقل. هذه العناصر والتفاصيل تمنح الصحافة الاستقصائية،
في أفضل أحوالها، ميزة فنيَّة تُعزز أثرها العاطفي على المتلقي.
باختصار، ورغم أن الإعلاميين قد يقومون بكلا النوعين: التغطية اليومية
التقليدية والعمل الاستقصائي في مجرى مهنتهم، فإن النوعين يشملان أحياناً
مهارات وعادات عمل وعمليات وأهدافا مختلفة جداً. وهذه الاختلافات مفصَّلة
في الجدول التالي. ولكن يجب على القارئ أن لا يقرأ هذه الاختلافات على أنها
تعارضات متناقضة. على العكس من ذلك، حين ينسجم عمل الصحفي بشكل
أكبر مع الجانب الأيسر من الجدول، فذلك يعني أنه يقوم بتغطية تقليدية؛
وحين ينتقل عمله إلى وضع على يمين الجدول، يبدأ الإعلامي بالتصرف بأسلوب
استقصائي.

## مراحل العمل الأستقصائى

### 1- نكتشفُ موضوعاً
كثيراً ما يسأل الإعلاميون المبتدئون: «كيف نختار قصة لنستقصيها؟ »
فكثيراً ما يجدون صعوبة في العثور على واحدة من تلك القصص.
تتمثل إحدى هذه الطرق في مراقبة وسائل الإعلام. فبشكل عام، من الأفكار
الجيدة مراقبة قطاع إعلامي معين، كي تستطيع البدء بتحديد أنماطه، فتدرك،
بذلك، متى يحدث أمرٌ غير عادي.
وتتمثل طريقة أخرى في انتباهك لما يتغير في بيئتك، وأن لا تعتبر التغير
أمراً عاديّاً. بدأ الإعلامي البلجيكي العظيم كريس دو ستوب Chris de Stoop
استقصاءً مَعْلَمَاً حول الا اِّجتر بالنساء بعد أن لاحظ أن العاهرات البلجيكيات في
حيٍّ عَبَرَهُ وهو في طريقه إلى عمله قد أفسح المجال لعاهرات أجنبيات، وتساءل
لماذا؟
وتتمثل طريقة ثالثة بالاستماع إلى شكاوى الناس.
وأخيراً، لا تبحث فقط عن أفعالٍ خاطئة. فكثيرا ما يكون أكثر صعوبة أن
تقوم بتغطية أفضل حول شيء يجري بشكل صحيح – كفهم موهبة جديدة،
أو مشروع تطوير حقق أهدافه، أو شركة تخلق ثروة ووظائف.

### 2- نطرح فرضيَّةً لنستقصيها
يتذمر الإعلاميون دائماً من أن المحررين يرفضون أفكارهم القصصية العظيمة.
من المؤكد أن ذلك يحصل. ولكن ما يرفضه المحرر، في الأغلب، ليس قصة على
الإطلاق، بل دعوة لمصيبة – تحقيقاً خُطِّط له بشكل سيئ وسوف يصرف مالاً
ووقتاً لنتيجة مشكوك فيها. وهم محقون في ذلك.
مزايا الاستقصاء القائم على الفرضية:-
1 يمنحكَ أسلوب الفرضية شيئاً لتتحقق منه، بدلاً من محاولة كشف سرٍّ ما.
الناس لا يكشفون أسرارهم بلا سبب وجيه. وهم أكثر استعداداً لتأكيد المعلومات
التي بحوزتك لأن الناس يكرهون الكذب. فالفرضية كُمتنكَ من أن تسألَ سؤالا محددا
لكي تؤكدَ شيئا ما. وهي تضعكَ أيضاً في موقف المُنفتح على اكتشاف وجود أكثر مما
هو موجود في القصة التي اعتقدت أنه موجود فيها في البداية، لأنك مستعدٌّ لقبول
وجود حقائق أبعد مما ظننت أنها موجودة عندما بدأت العمل الاستقصائي
2.تزيد الفرضية فُرصك في اكتشاف أسرار.
إن كثيراً مما ندعوه «أسراراً» هو، بكل بساطة، حقائق لم يسأل أحدٌ عنها أبداً.
للفرضية أثر نفسي يجعلك أكثر حساسيّة واستشعاراً للمادة، بحيث تستطيع
أن تسأل تلك الأسئلة بطريقة واضحة. فكما قال المُستقصي الفرنسي إدوي
بلينل Edwy Plenel ، “إذا أردت العثور على شيء، عليك البحث عنه.”
3.الفرضية تجعل إدارة مشروعك أكثر سهولة.
بعد أن تكون قد عرَّفت وحددت ما تبحث عنه، وأين تبدأ البحث عنه، تستطيع
تقدير الزمن الذي تتطلبه خطوات الاستقصاء الأوليّة. تلك هي الخطوة الأولى
للتعامل مع الاستقصاء كمشروع تستطيع إدارته. وسوف نعود إلى هذه النقطة
في نهاية هذا الفصل.
4. الفرضيَّاتُ أدواتٌ تستطيع استخدامها مراراً وتكراراً.
عندما تعمل ضمن طريقة منهجية، ستشعر قطعا أن مهنتك تتغير. وأكثر
أهمية من ذلك، ستتغير أنت. فلن تحتاج بعد ذلك شخصاً يقول لك ما عليك
فعله. وسوف ترى ما يجب فعله لمواجهة بعض فوضى ومعاناة هذا العالم،
وستكون قادراً على تحقيق نتيجة عبر لفت أنظار الرأي العام والمسؤولين. ألم تصبح صحفياً لأجل ذلك في المقام الأول؟
5. عملياً، تضمن الفرضية أنك ستسلّم قصة، وليس فقط كمية من
المعلومات.
تذكر أن المحرّرين يريدون ضمان الحصول على قصة لينشروها بعد صرف فترة
زمنية محددة واستثمار موارد محددة من خلال عملك الاستقصائي. والفرضيّة
تستطيع أن تزيد فرصة الوصول إلى تلك النتيجة بشكل أكبر. إنها كُمتِّنُكَ من
توقّع حدٍّ أدنى لعملك وحدٍّ أقصى، وبالمثل توقع الأسوأ.

### 3- نسعى إلى الحصول على معلومات مصدر علني لنتحقق من الفرضيَّة
ما هي أنواع المصادر “العلنية”؟
في العالم المعاصر، المصادرُ العلنيةُ لا نهاية لها. وهي تشمل:
المعلومات التي نُشرت في أي وسيلة إعلامية يسهل الوصول إليها بحرية.
وعادة ما يمكن الوصول إلى هذه المعلومات في مكتبة عامة أو في أرشيف الوسيلة
الإعلامية المعنيَّة؟
- الأخبار)الصحف، المجلات، التلفزيون، الراديو، الإنترنت).
- منشورات متخصصة تخص الاتحادات، الأحزاب السياسية، النقابات، إلخ).
- المنشورات الأكاديمية من دراسات وأبحاث.
- وسائل إعلام مشتركة متخصصة (مثل منتديات مستخدمي الإنترنت، المحللين الماليين، نشرات أو مجلات النقابات، مجموعات الاحتجاج، إلخ).
إستراتيجية المصادر العلنية للاستقصاء
ما تعنيه المصادر العلنية لمنهجنا الاستقصائي هو التالي: بدلاً من السعي
إلى مصادر تَعِدُنا بمدخل إلى أسرار، فإننا نستخرج من حقائق متوفرة لنا ما قد
يكون سرا. وتبدو العملية كلها كالتالي:
-1 نبدأ ببضعة مؤشرات حقائق.
-2 تجعل الحقائق التي لا نعرفها فرضيّات.
-3 نسعى إلى تأكيد فرضيّتنا من مصادر علنية.
-4 نسأل أشخاصاً يمكنهم إكمال المعلومات التي عثرنا عليها في مصادر
علنية.

### 4- نسعى إلى جمع مصادر بشرية
توجد المعلومات الأكثر إثارة عادة في ذاكرة وعقول الناس وليس في المصادر
العلنية. فكيف نعثر على هؤلاء الناس؟ كيف نجعلهم يقولون لنا ما يعرفونه؟
لا تقلِّل من قيمة هذه المهارات. فليس كل شخص يملكها، وعملُكَ كصحافي
مُستقصٍ سوف يطورها إلى درجة عالية. ولكن، لا تُسئ استخدامها أيضاً. ولا
تنْسَ أبداً أنك قد تؤذي، كصحفي، بعض الناس – في مشاعرهم، في أرزاقهم،
وحتى في سلامتهم الشخصية. تأكد أن لا تؤذيهم لمجرد أنهم كانوا على درجة
من السذاجة في تعاملهم معك وكلامهم إليك.
أ. رسم خريطة للمصدر
تتلخص الطريقة التي يستعملها معظم الإعلاميين التقليديين العاملين
في مجال الأخبار ومتابعة ارتداداتها في العثور على شخص قادر على أن يوفر
لهم اقتباسات يستطيعون استعمالها في إعداد تقاريرهم. غالبا ما يجدونهم
من خلال قيامهم بقراءة أول قصة نُشرت حول موضوع معين، والتقاط أسماء
الأشخاص المُستشهَدِ بهم فيها، والاتصال بهم. مثلُ هذه المصادر قد تتلقى
مئات المكالمات في يوم واحد. فهل سيقولون شيئاً جديداً للمُتَّصِل المائة، هذا إذا
رفعوا سمَّاعة الهاتف أصلاً؟ كلا. ولذا، لماذا لا يتم البحث عن شخص آخر لم يقم
أحدٌ بطرح أسئلة عليه؟
سيزوِّدُكَ مصدرُكَ العلني بقائمة من الأسماء الأكثر أهمية لتتصل بهم.
وعلى سبيل المثال، لتستقصي شركةً فقد تبدأ بقراءة تقاريرَ مُحلِّلين ماليين
تصف وضع الشركة ووضع أقوى الشركات المنافسة لها.
بعد ذلك، تحدَّث مع ا لُحلملين، ومن ثمَّ مع المنافسين.
من خلالهم، ومن خلال وسائل الإعلام التي تغطي عالم الصناعة والمال،
إعثر على أشخاص تركوا الشركة، إما لوظائفَ أخرى، أو للتقاعد)وجد سيمور
هيرش العديد من مصادره عن المخابرات المركزية الأمريكية من خلال تتبع إعلانات
التقاعد (.
ومن خلال هذه المصادر، إعثر على أناس لا يزالون في الشركة ويرغبون في الكلام.
ننصحك أن ترسم خريطةَ مصادر بسيطة بأسرع ما تستطيع. فالخريطة
تمثيل مرئي لكل الناس المنخرطين، أو الذين قد ينخرطون، مباشرة في قصَّتك. تبدو
الخريطة مثل البيوت في قرية يعرف كل واحد من أهلها كل واحد آخر، والقرية هي
المكان الذي تدور فيه أحداث القصة.
ب. إعْطِ المصادرَ أسباباً لتتكلم
قد يكون عند الناس الذين لديهم حقائق أو قصص ليرووها أسبابً قويَّةً لعدمإجابتهم عن أسئلتك. فبمعنىً عام، هم لا يعرفون إن كنتَ مُحترفاً ومسؤولاً
ومُنصِفاً)وعديد من الإعلاميين ليسوا كذلك (. وحتى إن كُنت كذلك، فإنهم لا
يستطيعون تقييد ما سوف تفعله بمعلوماتهم التي يعتبرونها قيِّمة. وأخيراً، قد
يؤدي استخدامك للمعلومات إلى الإضرار بمهنهم أو علاقاتهم أو حتى سلامتهم
الجسديَّة.
ج. الاتصالات الأولى: التحضير والدعوة
1-التحضير للقاء
2-القيام بالاتصال
3-مكان اللقاء
د. بَدْءُ العلاقة: أهداف وأدوار
في عالم الأخبار، كثيراً ما تكون العلاقات مع المصادر شبيهة بعلاقة تدوم
لليلة واحدة تترك شريك الغرام مستاءً. وهذا الأمر صحيح بخاصة في مشهد
كارثة، حيث يصل كثير من الإعلاميين، فيقلبون كل شيء في الموقع، ومن ثمّ
يغادرون بعد أن يكونوا قد علَّقوا على سوء الطعام والشراب المحليين وسوء تصرف الناس. طبعاً، لا يحاول المُستقصون أن يكونوا عشَّاقاً مثاليين. ولكن المصادر
تسعى دائماً إلى علاقات مستقرة طويلة الأمد. ولذا، فإن بداية العلاقة لحظة
مفتاحيَّة، تعَرِّفُ عموماً ما سيلحقُ؟.

### 5- نجمع المعلومات، نُنظمها – كي يكون سهلاً تفحُّصَها، وتأليفها في قصة وتدقيقها
يتطور البحث الاستقصائي إلى مادةً أكثر بكثير مما تنتجه تغطية الأخبار
التقليدية، ويجب أن تكون هذه المادة مُنظمة بفاعلية على أسس مستمرة. وهذا
العمل التنظيمي هو جزءٌ من عملية منهجية للكتابة والنشر.
فأنتَ لا تقوم بالبحث، ثمَّ تُنظِّم، ثمَّ تكتب.
بدلاً من ذلك، أنت تُنظِّمُ وأنت تبحثُ، وهذا التنظيم يُجَهِّزُ الأرضية لعمليَّة
الكتابة.إن لم تأخذ الوقت الكافي لتنظِّم، سوف تحتاج، في النهاية، إلى ضِعف الوقت لتكمل
المشروع)وذلك حدٌّ أدنى (، وسوف يكون عملك صعباً عند كتابة القصة وشرحها والدفاع
عنها. إلى جانب ذلك، لن تحظى بالمتعة، لأنك ستكون قلقاً طوال الوقت وغير مُنظم ومتوتراً
ومحبطاً. ولذا، إليك بعض الخطوات السهلة التي يمكن أن تجعلها جزءا من روتين خاص بك.
I. بناء قاعدة معلومات:-
1-إجمع الوثائق.
2-راجع الوثيقة كي تُقيّمَ محتوياتها.
3-إعْطِ كل وثيقة عنواناً أو رقماً.
4- ضع الوثائق في ملفاتها.
5-راجع الوثائق دوريَّاً.
6-نَقِّلْ الوثائق بين الملفات.
7-إذا كانت الوثائق حسَّاسة، جهِّز نسخاً احتياطية منها واحتفظ بها في
مكان ليس بيتكَ أو مكتبك.
I I . تنظيم المعلومات: عَمَلُ ملفٍّ أساس
III . إقامة صلات بين الملفات
بِجَعْلِكَ وثائِقَكَ أسهل على الجمع والتتبع والمراجعة، تجعلُ من السهل
على عقلك إقامة صلات بين المعلومات. وسوف تلاحظ بالتأكيد أن المعلومات تثير
أسئلة لم تتم الإجابة عنها. إذاً يُخبركَ أرشيفك بنوع المعلومات التي يحتاجها
ليكتمل. وسوف تُصبح أيضاً أكثرَ حساسية للمعلومات الجديدة التي لها علاقة
بفرضيَّتك، ولذا ستصل إلى اكتشافات غير متوقعة.

### 6- نضع المعلومات بترتيب سرديٍّ ونؤلِّفُ القصَّةَ
لا تُشبهُ كتابةُ قصةٍ استقصائيةٍ كتابةَ قصةٍ إخبارية. فيصبح المطلوب مهاراتٌ
مختلفة وقواعدُ مختلفةٌ لا تشملها كتابة الأخبار، أي استخدام قواعد السرد
بطرق أكثر تعقيداً. فعلى الإعلامي أن يقوم، في الوقت نفسه، باستخدام عناصر
الكتابة القصصيَّة وتجنُّب كتابة قصة خيالية. وأخيراً، تدخلُ حالتك العاطفية.
عناصر الأسلوب:-
1. لا تكن مُمِلاًّ
وتذكَّر أن الأسلوب البسيط يمكن أن يُكتب بطريقة تجعله أكثر تعقيدا.
أما الأسلوب المُعقَّد فمن الصعب أن يُبَسَّط.
2. خَطَرُ الشَكِّ
يُعَامَلُ معظمُ الإعلاميين كتوابع أو كمستضعفين من قبل مصادرهم من
أصحاب الثروة أو النفوذ. وهذا هو أحد الأسباب التي تجعل بعضَ الإعلاميين
يفقدون الثقة بأنفسهم أو بعملهم. وكثير من الناس يصبحون صحافيين لمجرد
أن يقابلوا أشخاصا يعتقدون أنهم أكثر إثارة ونشاطاً وأهمية منهم.
3. كن قاسياً، وليس مقززاً
يمكن للتوتر الذي يخلقه إجراء استقصاء وإنهاؤه، أن يقود إلى الإرهاق والإحباط
والغضب. وكل هذه تقود إلى خطرِ أن يتبنَّى الإعلامي لهجةً عدوانيةً مُهينة كآلية
دفاع عن النفس، ولكنها تشير إلى ضعف عند المشاهد والمُستهدف بالاستقصاء،
وإلى سوء نيَّة إذا رُفعت على الإعلامي قضيّّة تشويه سمعة في محكمة.

### 7- نقوم بمراقبة النوعيَّة لنتأكد من أن القصة صحيحة
لقد قُمتَ ببحث حول القصة، ونظّمتها وكتبتها. والآن دعنا نتأكد من أننا
قمنا بما قمنا به بشكل صحيح قبل أن تنشر أو تذاع. وهذا الأمر يشمل مراقبة
النوعيّة، أو بتعابير تكنيكية، «التدقيق في الحقائق .
في جميع أنحاء العالم، تشمل أفضل فرق الاستقصاء شخصاً – مُحرِّراً أو
حتى مُدَقِّقَ حقائقَ متفرِّغاً – وظيفته أن يُرشد عملية التأكد من أن استقصاءً
ما قد نُفِّذ وأُلِّفَ بشكل كامل. في حال أنجز التحقيق بالتعاون من شبكة أريج
فإن الشبكة توفر لكل مستقصٍ مشرفاً يقوم بهذه المهام للتأكد من أن المنتج
النهائي يضاهي بجودته أفضل الممارسات العالمية المقبولة. وتُوجدُ أربعةُ مكونات
لعملية التدقيق هي:
- الأولُ هو التأكد من أنك، في الحقيقة، تروي قصة حقيقية – ليس فقط
قصة تكون فيها كل حقيقة صحيحة. بل قصة تضيفُ حقائقُها شيئاً إلى
حقيقة أكبر. فإذا كان تفسير بديلُ يعني أكثر مما يعنيه تعليلُكَ، فثمةَ أمرٌ خطأٌ
في عملكَ.
-بعد ذلك، تتأكد من أنك تعرف مصدر أو مصادر كل ما يؤكد حقائق
القصة.
-وأثناء عملية التحقيق من مصادرك، دُحتِّدُ الأخطاءَ الموجودةَ في الحقائق
المُعيَّنَة وتُصححها.
- وفي الوقت نفسه، تُزيلُ الضجة العاطفية من قصتك – الإهانات غير
المبررة، العدوان أو العداء الذي شق طريقه إلى سردِكَ حين كنت مرهقا أو محبطاً
أو خائفاً.

### 8- ننشرُ القصة، وندعمُها وندافعُ عنها
والآن سوف تنشرُها بطريقةٍ تثيرُ أكثر ردود فعل ممكنة وحراكا.
- إضمنْ أن القصةَ مُحرَّرَةٌ بشكل جيد. فقد يُدمِّرُ المحررون غير الخبراء
بالاستقصاء أثر قصة بقَصِّ الحقائق الخاطئة. فكن مستعدَّاً للقتال لما هو مهمٌّ،
وللتنازل عمّا ليس مهمَّاً.
- إضمنْ أن القصة مُوضَّحةٌ فوتوغرافيَّاً وبيانياً بشكل ملائم. فالصور أو
الرسوم البيانيَّة الضعيفة أو الغائبة ستجعل القصةَ عصيَّةً على الفهم وأقلَّ
جاذبيَّةً.
- إضمنْ أن تحملَ القصةُ عناوينَ جيدةً.
- لا تدعْ مُحرِّرَاً يكتب عنواناً يسيء تمثيل عملك أو يُعلنَ شيئاً ليس في
القصة.
- قاتل لتحصَلَ على الحد الأقصى من لفت الانتباه والمكان الأفضل في وسيلة
الإعلام لقصَّتك.

## الفرق بين الصحافة التقليدية والصحافة الاستقصائيه
| وجه المقارنه     | الصحافة التقليدية | الصحافة الاستقصائيه |
| ---------------- | --- | --- |
| البحث            | تُجمع المعلومات وتُرسل وفق إيقاع ثابت (يومياً، أسبوعياً، شهرياً). يكتمل البحث بسرعة. ولا يتم القيام بأي بحث آخر بعد أن تكتمل القصة. تقوم القصة على الحد الأدنى الضروري من المعلومات ويمكن أن تكون قصيرة جداً. يمكن لتصريحات المصادر أن تحلّ محلّ التوثيق. | لا يمكن نشر المعلومات إلا إذا تم التأكد من ترابطها واكتمالها. يستمر البحث إلى أن يتم التثبت من القصة، وقد يستمر بعد نشرها. تقوم القصة على الحد الأقصى من المعلومات المَحصَّلة، ويمكن أن تكون طويلة جداً. يتطلب التحقيق الصحافي توثيقاً لدعم تصريحات المصادر أو إنكارها. |
| العلاقات بالمصدر | الثقة في المصدر مُفترضة، وفي الأغلب دون التحقق منها. تُقدم المصادر الرسمية المعلومات للإعلامي مجاناً، لتُعزز دورها وتروج لأهدافها. لا مجال أمام الصحافي إلا قبول الرواية الرسمية للقصة، رغم أنه يمكن أن يعارضها بتعليقات أو بيانات من مصادر أخرى. | لا يمكن افتراض الثقة بالمصدر؛ فقد يُقدم المصدر معلومات مزيفة؛ ولا تستطيع استخدام أية معلومات دون التحقق منها. تُخفى المعلومات الرسمية عن الإعلامي، لأن كشفها قد يعرض مصالح السلطات أو المؤسسات للخطر. يتحدى الإعلامي بصراحة الرواية الرسمية للقصة أو ينكرها، بناء على معلومات يستقيها من مصادر مستقلة. |
| النتائج          | يُنظر إلي التحقيق الصحافي كإنعكاس للعالم الذي يتم قبوله كما هو، ولا يأمل الإعلامي في الوصول إلي نتائج أبعد من مجرد إخبار الجمهور بموضوعه. لا يتطلب التحقيق الصحفي انخراطاً أو حماسًا شخصيًا من الإعلامي. يسعي الإعلامي لأن يكون موضوعيًا قدر المستطاع دون تحيُّيز لأى طرف في القصة أو حكم عليه. البنية الدرامية ليست مهمة جدًا في التحقيق الصحفي ، وليس للقصة نهاية ، لأن الأخبار مستمرة. قد يرتكب الإعلامي أخطاءً ، ولكنها حتمية وعادة ليست مهمة. | يرفض الإعلامي قبول العالم كما هو، فهدف القصة اختراق وضع معين أو تعريته كي يصلحه ، أو يدينه ، أو في حالات معينة ، تقديم مثال لطريق أفضل. دون انخراط شخصي وحماس من الإعلامي. لن تكتمل القصة أبدًا . يسعي الإعلامي لأن يكون عادلاً ومدققًا في حقائق القصة، وبناء على ذلك قد يحدد ضحاياها وأبطالها ومذنبيها، وقد يقدم الإعلامي أيضًا حكمًا على القصة أو يصدر قرارًا بشأنها. بنية القصة الدرامية ضرورية لتأثيرها وتقود إلي استنتاج يقدِّمه الإعلامي أو المصدر. تُعرِّض الأخطاءُ الإعلاميَ لجزاءات رسمية أو غير رسمية يمكن أن تُحطم مصداقية الإعلامي والوسيلة الإعلامية. |

## تحديات تواجه الصحافة الاستقصائية بمصر
الصحافة مهنة «البحث عن المتاعب». وبالنسبة لمن يعمل في الموضوعات الاستقصائية تلازمه المتاعب في كل خطوة، بدءًا بالفكرة، مرورًا بتنفيذها، وانتهاء بالحفاظ على جوهر الموضوع، دون تدخل من إدارة المؤسسة الصحفية. وتجري الظروف الصحفية بمصر -غالبًا- ضد العمق في التغطية، لأن إنجاز الموضوع المُتعمق يتطلب مالًا أكثر، ومدة أطول..بعكس المدرسة الصحفية التقليدية التي تقوم على إنجاز أكبر عدد من الموضوعات بأقل تكلُفة، وأوجز وقت.
وتاريخيًا، ازدهر فن الصحافة الاستقصائية بمصر خلال النصف الأول من القرن الماضي، وكانت أكبر تجلياته إماطة اللثام عن فضيحة الأسلحة الفاسدة التي تم تزويد الجيش المصري بها في مواجهته مع العصابات الصهيونية بفلسطين المحتلة عام 1948..تلك الفضيحة التي فجرها الكاتب الصحفي «إحسان عبد القدوس» عام 1949، وعدَّها البعض أحد أسباب التئام تنظيم الضباط الأحرار، وإرهاصات التغيير في مصر عام 1952.
لكن صحافة الاستقصاء تعرضت للخُفُوت في مصر في خلال العقود التالية، إلى أن انتعشت بشكل نسبي مرة أخرى مع عودة نظام التعددية الحزبية بمصر عام 1976؛ إذ أدت الصحف دورًا بناءً في كشف فساد بعض كبار الوزراء والمسئولين الحكوميين، بل وإقالتهم (كمثال: وزير الداخلية الأسبق زكي بدر).
وبرغم ذلك تظل الحقيقة ماثلة، وهي أن الصحافة الاستقصائية، تعاني من محدودية انتشارها بمصر. ويرجع ذلك -في رأيي- إلى نوعين من العوامل، الأول مرتبط ببيئة العمل الصحفي، بينما يرتبط الثاني بالتحديات التي تواجه الصحفي نفسه. وفي هذا المقال نتناول النوع الأول، كما يلي:
1- محدودية ثقافة العمل الاستقصائي بالوسط الصحفي:
ما لا يدركه كثيرون أن صحافة الاستقصاء أو العمق مدخل لبقاء وسائل الإعلام عمومًا، والصحافة (الورقية) خصوصًا، على قيد الحياة، كما أنها ضرورة لنهوضها وتطورها، في ظل التحولات الكثيرة التي تواجهها، لا سيما تحديات الإعلام الفضائي، والإلكتروني.
بل يمكن لصحافة الاستقصاء أن تحدث تغييرات جوهرية بمصر، ولم لا وقد أسهمت في إحداث تغيير كبير في مناطق مختلفة من العالم، خاصة على مستوى محاربة الفساد والاستبداد، ولعل أكبر دليل على ذلك إسقاط الرئيس الأمريكي الأسبق ريتشارد نيكسون من الرئاسة، بعد أن تقدم باستقالته في أغسطس عام 1974، على إثر فضيحة ووترجيت التي فجرها الصحفي الاستقصائي الشهير «بوب ودورد»، في جريدة «واشنطن بوست».
وبينما يطول الحديث عن النماذج العملية التي أسهمت بها الصحافة الاستقصائية في تغيير وجه كثير من المجتمعات والقضايا في دول العالم، نعاني في مصر من ندرة هذه النماذج، في ظل غياب منهجية العمل الصحفي المُعمق، بسبب محدودية ثقافة العمل الاستقصائي في الوسط الصحفي والمهني، وعدم وجود التقدير الكافي لأهميته، ودوره الكبير في صنع مستقبل جديد للصحافة المصرية.
2- عدم وجود بيئة مشجعة على فن الصحافة الاستقصائية:
طبيعة الأداء الذي يحكم الإعلام المصري هو الاعتماد على ما يُسمى ب «النفس القصير»، بينما تحتاج صحافة الاستقصاء إلى قدر كبير من التفرغ، وقيام الصحفي ببذل قدر أكبر من الجهد والوقت، لكن ذلك لا يحتل أولوية لدى قطاع عريض من الصحفيين المحليين، ممن يريدون
إنجاز أكبر عدد من الأعمال الصحفية، في أقل وقت ممكن، وبأدنى جهد، وبدون تكلفة مادية تُذكر.
في الوقت نفسه تفتقر بيئة العمل الصحفي إلى وجود «مظلة حماية» توفرها المؤسسات الصحفية ونقابة الصحفيين، للصحفي الاستقصائي، في حين يختلف الحال بالغرب، ذلك أن «ثقافة الانتقاد» -هناك- تمثل قاطرة تقود المجتمع في جميع مؤسساته؛ استنادًا إلى ما توفره صحافة الاستقصاء من صدق في التناول، وعمق في المعالجة، وتميز في الطرح، وبحث خلف الكواليس، ودور كاشف يساعد صانع القرار والرأي العام في تحديد الاتجاه إزاء قضية أو مسألة ما.
وفي المقابل، لا يمانع الصحفي المصري -أحيانًا- في أن يكون تاجر موضوعات (صحفي حقيبة)، أو أن يعمل في جلب الإعلانات، حتى يضمن حياة كريمة لنفسه وأسرته، برغم أن مواثيق الشرف الصحفية في كثير من دول العالم تحرم على الصحفي أخذ الهدايا، وتحظر تورطه في جلب الإعلانات، لأن ذلك يؤثر على مهنيته، ومصداقية صحيفته.
3 - غياب المعلومات وحجب الوثائق:
مشكلة شائعة، ويدخل فيها: عدم وجود قواعد بيانات صحيحة، وأرقام دقيقة بالمؤسسات المختلفة، من أجل خدمة الموضوع الصحفي؛ وهو ما يفرض عبئًا ثقيلا على الصحفي عند البحث، ومحاولة الاقتراب من الأرقام أو المعلومات الدقيقة والسليمة.
وتلك أكبر مشكلة تواجه الصحفي الاستقصائي، وهي عدم قدرته على الوصول إلى المعلومات والوثائق، بسبب الهاجس الحكومي المتستر بغياب الشفافية، وتغييب المعلومات، حفاظًا على «سرية العمل، وأسرار الدولة»، كما يزعم المسئولون الرسميون، وبالتالي يتعرض الصحفي للمنع من الحصول على المعلومة من المنبع، فضلًا عن منعه من الدخول إلى مواقع الحدث، في أحيان أخرى.
كمثال على ذلك إعلان السلطات المصرية الكشف عن خلية إرهابية..هنا تُمنع الصحافة الاستقصائية من أن تؤدي دورها الذي يشبه الأداة الرقابية فيما وراء هذا الإعلان، وهو دور رقابي كاشف عن الأخطار التي يمكن أن تهدد المجتمع، والأخطاء التي قد تقع فيها السلطة التنفيذية، عند معالجة الأمر.
وفي كثير من الحالات يتم حجب المستندات والوثائق الرسمية عن الصحفي من أجل إثنائه عن المضي قُدًمًا في عمله، عبر حصاره بعدم تزويده بتلك المستندات، وتجريده من هذا السلاح المهني المهم، بدعوى أنها غير متاحة، أو أنه لابد من الحصول على موافقة الجهات المختصة على ذلك.(يحدث هذا بصفة خاصة في وزارات الدفاع والداخلية والخارجية، والمحافظات لاسيما المركزية منها كالعاصمة).
وأسوأ من حجب المستندات، دس وثائق كاذبة على الصحفي، ولذلك سوابق عملية في الصحافة المصرية..إذ يكتشف الصحفي بعد النشر أن ما تم تزويده به من وثائق مزور، وبالتالي يتعرض للملاحقة القانونية، والعقوبة المشددة.
4 - غياب العمل الجماعي:
في العادة يتم العمل في الصحافة الاستقصائية بروح الفريق، أو في إطار جماعة (تضم عددًا من الصحفيين)، لكن اتساع الفروق المهنية بين صحفي وآخر، داخل هذا الفريق، يحول دون إتمام الأمر بنجاح، وهكذا يعملون كجزر معاصرة: كل بطريقته، ومن ثم تقع مشكلات بينهم، ولا يسفر العمل في إطار الفريق الجماعي عن عمل استقصائي ناجح؛ إلا فيما ندر، الأمر الذي يفسر عدم وجود أعمال صحفية جماعية كبرى، في الصحافة المصرية، فالكل يبحث عن اسمه فقط !
5- عدم تعاون المسئولين مع الصحفي الاستقصائي:
يخشى المسئول في الغالب، من الحديث في أي موضوع، مع الصحفي الاستقصائي، خشية التورط فيما لا يرضي رؤساءه، فيطيحون به. ومن هنا يُضطر الصحفي إلى بذل جهود
مضاعفة من أجل الحصول على مادة معلوماتية، دون أي تعاون مرجو مع هؤلاء المسئولين، الذين تقع تحت أيديهم كنوز المعلومات، لكنهم يتعاملون مع الصحفي على أنه «عدو».
بل قد يصل الأمر ببعض المسئولين إلى إصدار أوامر بمنع صحفيين بعينهم من الدخول إلى مؤسساتهم، بل وإقصائهم عن تغطية أخبارها أحيانًا، نتيجة قيام هؤلاء الصحفيين بكشف فسادهم، وهكذا تتسبب صحافة الاستقصاء في صنع عداوات بين الصحفي وكثير من مصادره، بل قد تؤدي إلى نشأة حساسيات بينه وبين رؤسائه في العمل، بحكم العلاقات التي تربط هؤلاء الأخيرين بأولئك المسئولين، وتحريضهم لهم على الانتقام من الصحفي، نتيجة ما اقترفته يداه بحقهم.
6 - بعد النشر: عدم التأثير في الرأي العام:
يجذب أي عمل استقصائي النظر إلى وجود مشكلة ما..لكن في بعض الأحيان، وقبل انتهاء الصحفي من عمله، يسارع المسئولون بحل المشكلة، لا لشيء إلا لقطع الطريق على الصحفي في إنجاز عمله، فلا يجد سبيلًا سوى التوقف عن المضي فيه، بعد أن تم حل المشكلة، ولو مؤقتًا!
غير أن أسوأ عقاب يتعرض له الصحفي بعد الجهد الذي بذله، كي يرى موضوعه النور، اللامبالاة الشديدة به، وعدم وجود ردود أفعال ترتبت عليه، مما يشعره بالمرارة، بعد ما بذله من جهد، وتخطيه لدوائر شتى من المتاعب والصعاب ، ليقدم عملًا استقصائيًا متميزًا.. ليُفاجأ في النهاية بضآلة رد الفعل الرسمي والشعبي! ومرور موضوعه على المواطنين والمسئولين مرور الكرام، دون أن يتحول إلى قضية «رأي عام»!
والواقع أن هناك «دائرة كهربائية» متكاملة بين الصحافة والجمهور، ويمتلك الرأي العام قدرة كبيرة على التأثير في القيادات السياسية، لتتخذ القرار السليم في شئون حياته، وهنا يسهم العمل الصحفي المتعمق في إضاءة المصباح أمام الرأي العام، غير أن الرسميين لا يحترمون الرأي العام؛ لكونهم لا يحترمون المواطن أساسًا..وفي الوقت نفسه يشارك الإعلام في هذه الجريمة؛ فلا يأخذ في الاعتبار أن يقدم للمواطن الحقائق الواضحة والجوهرية حول الأمور المختلفة.
ومن هنا تشيع بين الصحفيين مقولة: «لا أحد يقرأ»، مع أن المشكلة ليست فيمن يقرأ، ولكن فيمن يكتب..بمعنى أنه:«لا أحد يقرأ لأنه لا أحد يكتب».
وحتى لو أثر العمل الاستقصائي في الرأي العام، فإنه لا يستطيع التأثير في المسئولين؛ لأن دائرة التأثير غير مكتملة، والصحافة تقوم بدورها كجزر منعزلة. ومن هنا فالجمهور معذور لأنه يعرف أن المسئولين لا يتأثرون بما يُكتب، ومن هنا تنشأ مقولة «إن ما نُشر كلام جرائد!»
وبينما يقول مارك هانتر أستاذ الصحافة الاستقصائية في جامعة باريس:«في العمل اليومي نعكس كصحفيين واقع المجتمع، وفي العمل الاستقصائي نهدف لتغيير واقع المجتمع»..إلا أن هذا لا يحدث كثيرا في مجتمعنا، للأسف، حتى في حالة وجود أعمال صحفية استقصائية قوية، ما يعني أننا نواجه مشكلة مركبة، تحتاج إلى حلول مهنية ومجتمعية وسياسية واسعة.